# Johan Sundkvist
Johan Adolf Sundkvist (né le 22 juin 1889 à Ockelbo et décédé le 16 décembre 1977 à Horndal) est un athlète suédois spécialiste du fond. Affilié au Gefle IF, il mesurait 1,68 m pour 65 kg.

## Biographie

### Palmarès
| Date | Compétition           | Lieu      | Résultat | Épreuve          | Performance   |
| ---- | --------------------- | --------- | -------- | ---------------- | ------------- |
| 1912 | Jeux olympiques d'été | Stockholm | 10e      | Cross individuel | 47 min 40 s 0 |